# Ubli (ort i Montenegro)
Ubli är en ort i Montenegro. Den ligger i den centrala delen av landet. Ubli ligger 871 meter över havet och antalet invånare är 493.
Terrängen runt Ubli är kuperad åt nordväst, men åt sydost är den bergig. Terrängen runt Ubli sluttar söderut. Omgivningarna runt Ubli är en mosaik av jordbruksmark och naturlig växtlighet.